# Kurodadrillia habui
Kurodadrillia habui é uma espécie de gastrópode do gênero Kurodadrillia, pertencente a família Pseudomelatomidae.